# René Clair
René Clair (Parijs, 11 november 1898 – Neuilly-sur-Seine, 15 maart 1981) was een Frans filmregisseur en schrijver.

## Leven en werk
Clair was de zoon van een zeepfabrikant. In 1918 begon hij te werken als journalist. Vanaf 1922 raakte hij verzeild in de theater- en filmwereld, aanvankelijk als scenarioschrijver, korte tijd later ook als regisseur. In 1924 bracht hij het Ballett Relâche  van Eric Satie op het toneel in de Champs-Élysées, later dat jaar regisseerde hij de korte dadaïstische film Entr’acte, waarmee hij op slag beroemd werd. In de jaren 30 verwierf Clair internationaal naam als regisseur van avant-gardistische en artistiek vernieuwende films. Bekend was zijn muziekfilm Le Million uit 1931. In 1936-1937 werkte hij een periode in Londen en in juni 1940, na het uitbreken van de Tweede Wereldoorlog, emigreerde hij naar de Verenigde Staten, waar hij in  Hollywood vier succesvolle films draaide. Na de oorlog ging hij weer in Frankrijk werken. Internationaal succes had zijn film Les Grandes Manœuvres (1955), met Michèle Morgan, Gérard Philipe en Brigitte Bardot.
Vanaf de jaren vijftig begint Clair ook te schrijven, met name essays, maar ook enkele romans en novelles. In 1960 werd hij verkozen tot lid van de Académie française, als eerste cineast en niet primaire literator. Vanaf 1994 verleent de Académie de Prix René Clair voor het beste camerawerk.

## Filmografie
- 1924: Entr'acte (korte film)
- 1925: Paris qui dort (korte film)
- 1925: Le Fantôme du Moulin-Rouge
- 1926: Le Voyage imaginaire
- 1927: La Proie du vent
- 1928: La Tour (korte film)
- 1928: Un chapeau de paille d'Italie
- 1929: Les Deux Timides
- 1930: Sous les toits de Paris
- 1931: À nous la liberté
- 1931: Le Million
- 1933: 14 Juillet
- 1934: Le Dernier Milliardaire
- 1935: The Ghost Goes West
- 1938: Break the News
- 1941: The Flame of New Orleans
- 1942: I Married a Witch
- 1943: Forever and a Day
- 1944: It Happened Tomorrow
- 1945: And Then There Were None
- 1947: Le silence est d'or
- 1950: La Beauté du diable
- 1952: Les Belles de nuit
- 1955: Les Grandes Manœuvres
- 1957: Porte des Lilas
- 1960: La Française et l'Amour
- 1961: Tout l'or du monde
- 1962: Les Quatre Vérités
- 1965: Les Fêtes galantes